# Igreja Unida de Kiribati
A Igreja Unida de Kiribati (em inglês Kiribati Uniting Church - KUC) - até 2014 chamada de Igreja Protestante de Kiribati - é uma denominação denominação protestante unida em Kiribati, fundada em 1968 pela fusão de missões do Conselho Americano de Comissários para Missões Estrangeiras e da Sociedade Missionária de Londres. Em 2020, era a maior denominação protestante do país, com aproximadamente 25.216 membros, correspondendo a 21% da população.

## História
Em 1857, os missionários da Conselho Americano de Comissários para Missões Estrangeiras se estabeleceram no território que posteriormente seria o Kiribati. Em 1870, a Sociedade Missionária de Londres também passou a atuar no país. Em 1968, as igrejas fundadas pelas missões se uniram em uma assembleia geral e constituíram uma denominação autônoma, chamada Igreja Protestante de Kiribati, com o governo e doutrina congregacional.
A denominação cresceu e se tornou a maior denominação protestante do país. Em 2010, o Censo do Kiribati informou que a denominação tinha 34.528 membros, o que à época representada 33,5% da população.
Em 2014, em uma assembleia geral, a denominação mudou de nome para Igreja Unida de Kiribati, momento a partir do qual a denominação incorporou novas congregações, de doutrina anglicana e presbiteriana. Desde então, a denominação perdeu parte dos membros, que se separaram e constituíram uma nova denominação chamada Igreja Protestante de Kiribati.
Em 2020, a denominação havia diminuído para 25.216 membros e apenas 21% da população. Por outro lado, a denominação dissidente, Igreja Protestante de Kiribati já era formada por 9.971 pessoas, ou 8% da população do país.

## Relações intereclesiásticas
A denominação é membro do Conselho Mundial das Igrejas e Comunhão Mundial das Igrejas Reformadas  e Conselho para Missões Mundiais.